# Museu d'Art Contemporani de Teheran

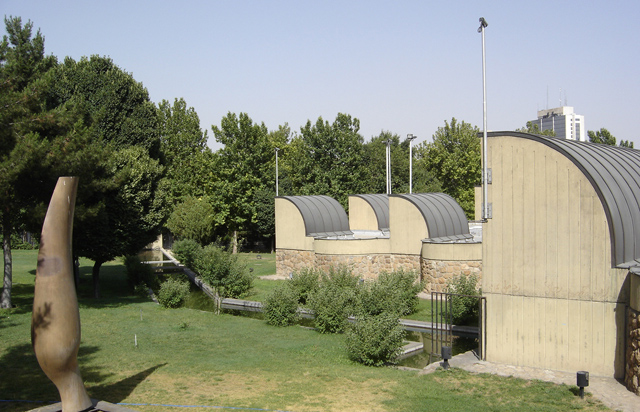
Jardí d'Escultures, prop del museu

El Museu d'Art Contemporani de Teheran (en persa: موزه هنرهای معاصر تهران), també conegut com TMoCA, es troba entre els museus d'art més grans de Teheran i l'Iran. Compta amb col·leccions de més de 3.000 ítems que inclouen pintures, gravats, dibuixos i escultures europees i americanes de nivell mundial dels segles XIX i XX. TMoCA també té una de les col·leccions més grans d' art modern i contemporani iranià.
El museu va ser inaugurat per l'emperadriu Farah Pahlavi el 1977, només dos anys abans de la Revolució de 1979. Es considera que TMoCA té les col·leccions més valuoses d'obres mestres occidentals modernes fora d'Europa i Amèrica del Nord.

## Antecedents
Segons Farah Pahlavi, l'antiga emperadriu de l'Iran, la idea d'aquest Museu va ser en una conversa amb l'artista Iran Darroudi durant una galeria que es va obrir als anys setanta i Darroudi va dir que desitjava que hi hagués un lloc on mostrar els treballs de manera més permanent. El museu del Museu d'Art Contemporani de Teheran havia de ser un lloc per mostrar artistes iranians contemporanis i moderns al costat d'altres artistes internacionals que feien treballs similars.
El museu va ser dissenyat per l'arquitecte iranià i cosí de la reina, Kamran Diba, que va emprar elements de l'arquitectura tradicional persa. Es va construir al costat del parc Laleh, Teheran, i es va inaugurar el 1977. L'edifici en si es pot considerar com un exemple d'art contemporani, a l'estil d'un museu subterrani Guggenheim de Nova York. La major part de la zona del museu es troba sota terra amb una passarel·la circular que gira en espiral cap avall amb galeries que es ramifiquen cap a l'exterior. Als jardins del museu es poden trobar escultures occidentals d'artistes com Ernst, Giacometti, Magritte i Moore.
La selecció artística es va fer amb Farah Pahlavi i el pressupost va ser de la National Iranian Oil Company. Pahlavi va conèixer personalment molts dels artistes que van formar part de la col·lecció del museu, inclosos els artistes occidentals Marc Chagall, Salvador Dalí, Henry Moore, Paul Jenkins i Arnaldo Pomodoro. Algunes persones que van participar en el procés de selecció artística van ser les nord-americanes, Donna Stein i David Galloway, i Kamran Diba, l'arquitecte i director del museu, i Karimpasha Bahadori, que era el cap de gabinet del gabinet.
Després de la Revolució iraniana el 1979, l'art occidental es va guardar a la volta dels museus fins al 1999, quan es va celebrar la primera exposició post-revolució d'art occidental que mostrava artistes com David Hockney, Roy Lichtenstein, Robert Rauschenberg i Andy Warhol. Ara es mostren peces de la col·lecció d'art occidental durant unes setmanes cada any, però a causa del caràcter conservador actual de l'establiment iranià, la majoria de les peces no es mostraran mai.
Es considera que té la col·lecció d'art modern occidental més valuosa fora d'Europa i els Estats Units, una col·lecció en gran part reunida pels comissaris fundadors David Galloway i Donna Stein sota el patrocini de Farah Pahlavi. Es diu que hi ha aproximadament 2.500 milions de lliures d'art modern al museu. El museu acull un programa giratori d'exposicions i de tant en tant organitza exposicions d'artistes locals.

## Política
El 1977, l'emperadriu de l'Iran, Farah Pahlavi, va comprar cares obres d'art occidentals per tal d'obrir aquest museu d'art contemporani. Això va ser un acte controvertit, perquè les desigualtats socials i econòmiques del país augmentaven i el govern de l'època actuava com a dictadura i no tolerava els adversaris en augment, pocs anys després va tenir lloc la Revolució iraniana. Algunes peces d'art no van sobreviure a la revolució, inclosa una estàtua pública de Bahman Mohasses considerada no islàmica i una pintura de Warhol del 1977, un retrat de Farah Pahlavi.
El crític d'art de Le Monde, André Fermigier, va escriure el 1977 un article titulat "Un museu per a qui i per a què?", "Qüestionant el vincle entre un nen iranià i un Picasso o un Pollock". I Farah Pahlavi va respondre a aquesta crítica i va assenyalar que els iranians poden entendre l'art modern, que no tots els iranians vivien en pobles remots i que aquest tema de l'art modern no s'assembla al que havia existit a França.
Per a la tardor del 2016 es va planejar una exposició itinerant a Berlín (Alemanya), que consistia en una gira de tres mesos de seixanta obres d'art, mig occidental i mig iranià. L'espectacle havia de durar tres mesos a Berlín i després viatjaria al Museu Maxxi d'Arts del Segle XXI de Roma per exhibir-lo de març a agost. No obstant això, el pla és va ajornar indefinidament perquè les autoritats iranianes no han pogut permetre que les pintures marxessin del país, observant també que després de la revolució que aquestes pintures encara no s'han mostrat a l'Iran.
La comissària de la col·lecció, Donna Stein, va escriure unes memòries, The Empress and I: How an Ancient Empire Collected, Rejected and Rediscovered Modern Art (2021), perquè sentia que no se li atribuïa adequadament el seu paper a l'hora de tenir cura d'aquesta col·lecció.

## Col·lecció permanent

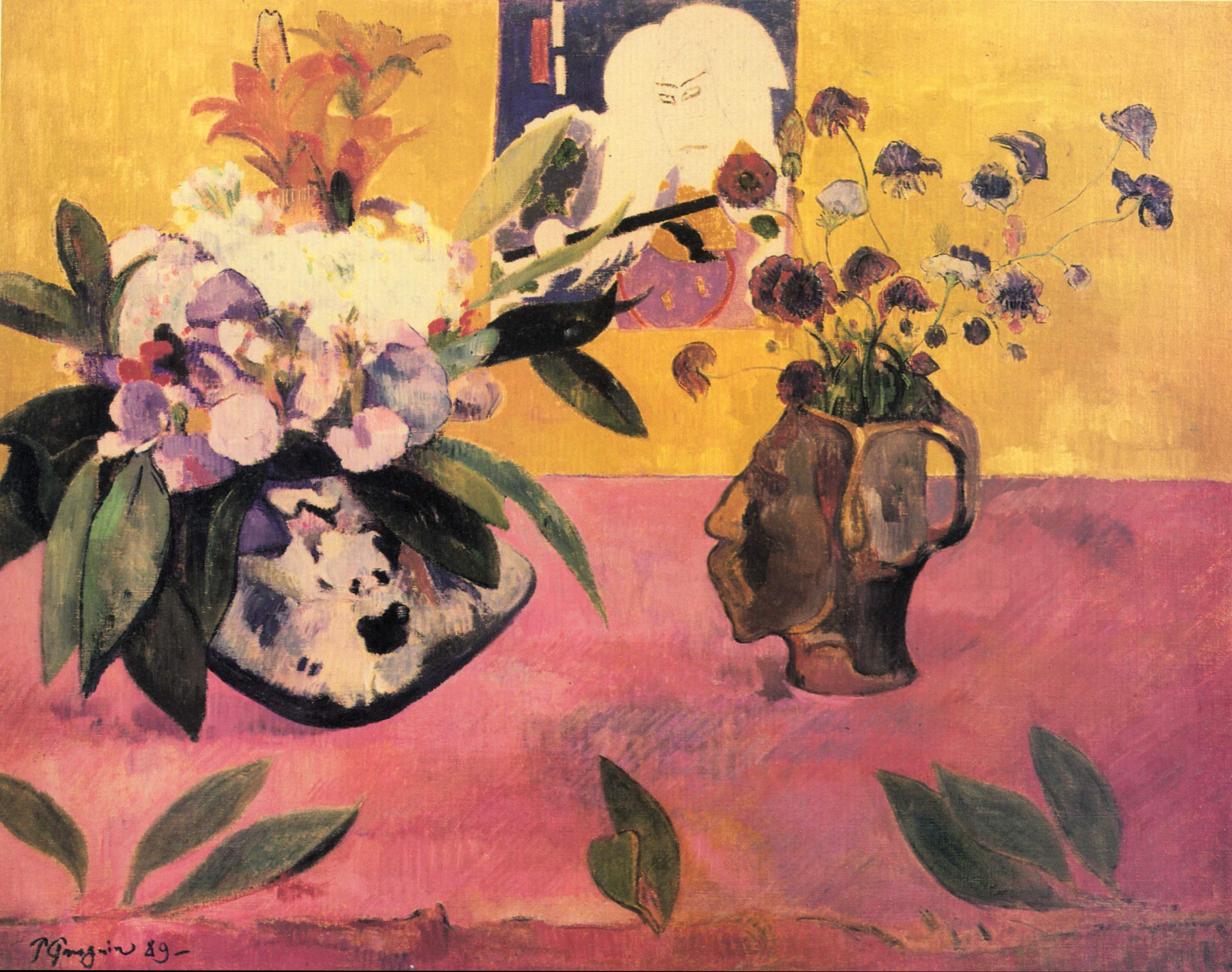
Natura morta amb gerro en forma de cap i xilografia japonesa de Paul Gauguin

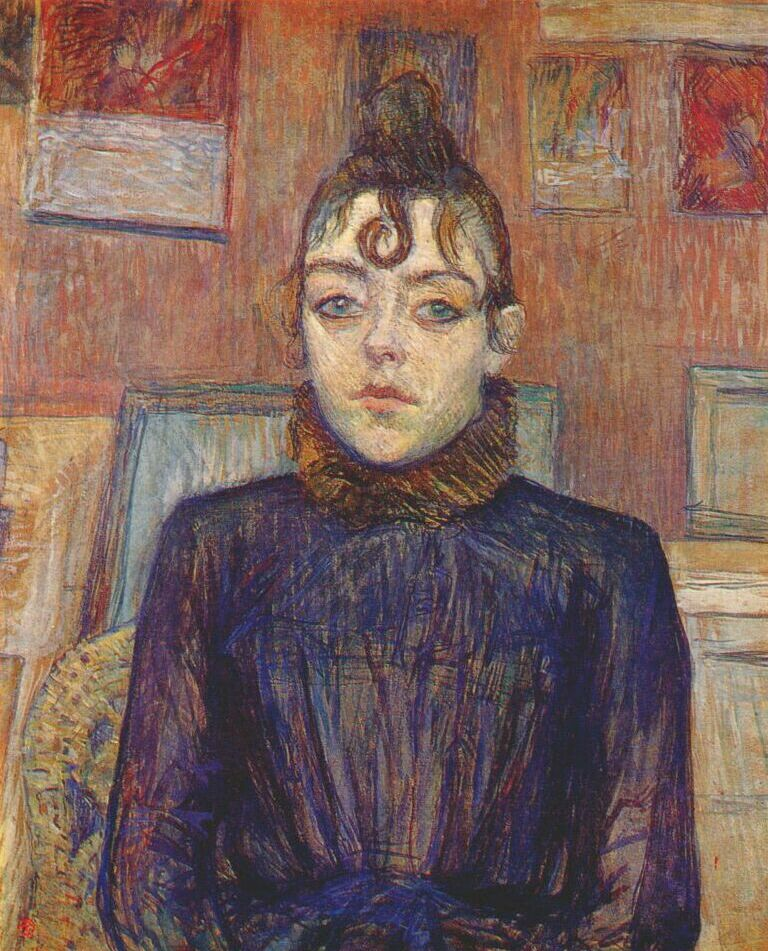
Noia Lautrec amb lovelock de Henri de Toulouse-Lautrec

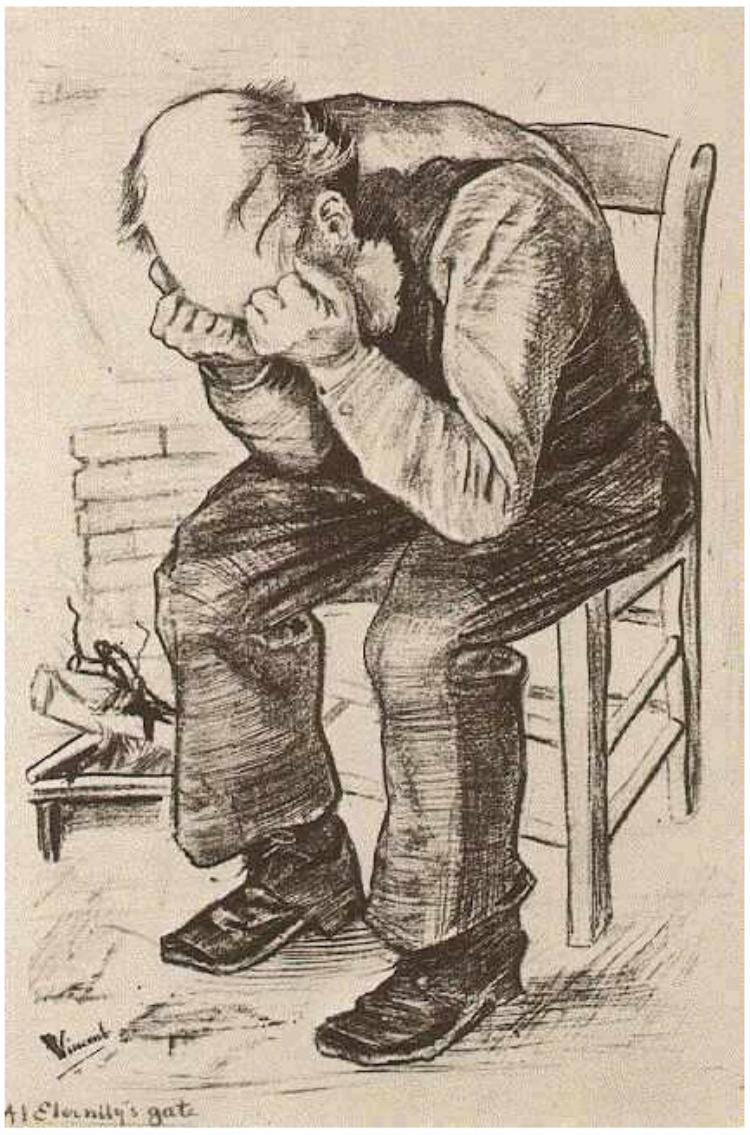
A la porta de l'eternitat de Vincent van Gogh, litografia, 1882, Museu d'Art Contemporani de Teheran.

Aquesta és una llista d'artistes que apareixen a la col·lecció permanent del Museu d'Art Contemporani de Teheran:
- Paul Gauguin: Natura morta amb gerro en forma de cap i xilografia japonesa[15]
- Vassili Kandinski
- Jackson Pollock: Mural a Indian Red Ground[16]
- Claude Monet
- Camille Pissarro
- Vincent van Gogh: En la porta de l'eternitat[17]
- Pierre-Auguste Renoir: Gabrielle amb brusa oberta[18]
- James Ensor
- Édouard Vuillard
- André Dunoyer de Segonzac
- Jules Pascin
- André Derain: Edat d'Or[6]
- Lluís Valtat
- Georges Rouault
- Fernand Léger
- Pablo Picasso: Babuí i jove, pintor i model
- Alberto Giacometti: Dona de peu,[19]Home caminant 1[20]
- Francis Bacon: dues figures estirades en un llit amb els assistents :54
- Max Ernst: Capricorn[21]
- René Magritte: Els Therapeutae[22]
- George Grosz
- John Hoyland
- Diego Rivera
- Jasper Johns
- Andy Warhol: Suicide (Purple Jumping Man),[23] retrats de Mick Jagger, Marilyn Monroe i Mao Zedong[4]
- Roy Lichtenstein
- Jim Dine
- Peter Phillips
- James Rosenquist
- Fritz Winter
- Joan Miró
- Donald Judd
- Alexander Calder
- William Turnbull
- Victor Vasarely
- Adolph Gottlieb
- Richard Hamilton
- Georges Braque
- Jean-Paul Riopelle
- Edvard Munch
- Pierre Soulages
- Edgar Degas
- Mary Cassatt
- Maurice Prendergast
- František Kupka
- Max Beckmann
- James Whistler
- Edward Hopper
- Henry Moore: Figura reclinable de dues peces,[24] Figura reclinada de tres peces,[25] Oval amb punts
- Giorgio Morandi
- Noreen Motamed
- Giacomo Balla
- Marcel Duchamp
- Noriyuki Haraguchi: Matèria i ment
- Ali Akbar Sadeghi: Mite i matemàtiques i no escrit
- Marino Marini: cavall i genet[26]
- Aydin Aghdashloo:[27] Identitat: en elogi de Sandro Botticelli i altres obres
- Parviz Tanavoli: Santificat 1[28]
- Sterling Ruby
- Henry Peach Robinson: Landing the Catch
- Ansel Easton Adams: Canyon de Chelly
- Bahman Mohasses: Tryst
- Arnaldo Pomodoro
- Yaacov Agam: més de 10 obres d'oli i acrílic[29]
- Manouchehr Yektai
- Sohrab Sepehri
- Abbas Kiarostami